# Signiphora townsendi
Signiphora townsendi är en stekelart som beskrevs av William Harris Ashmead 1900. Signiphora townsendi ingår i släktet Signiphora och familjen långklubbsteklar. Inga underarter finns listade i Catalogue of Life.